# Делос
Де́лос (сучасний Ділос) (грец. Δήλος) — найменший із Кікладських островів в Егейському морі (4,5 км в довжину, найбільша ширина 1,3 км); територія Греції. Площа — 3,2 км². Найвища точка острова — гора Кінф (112 м).

## Історія

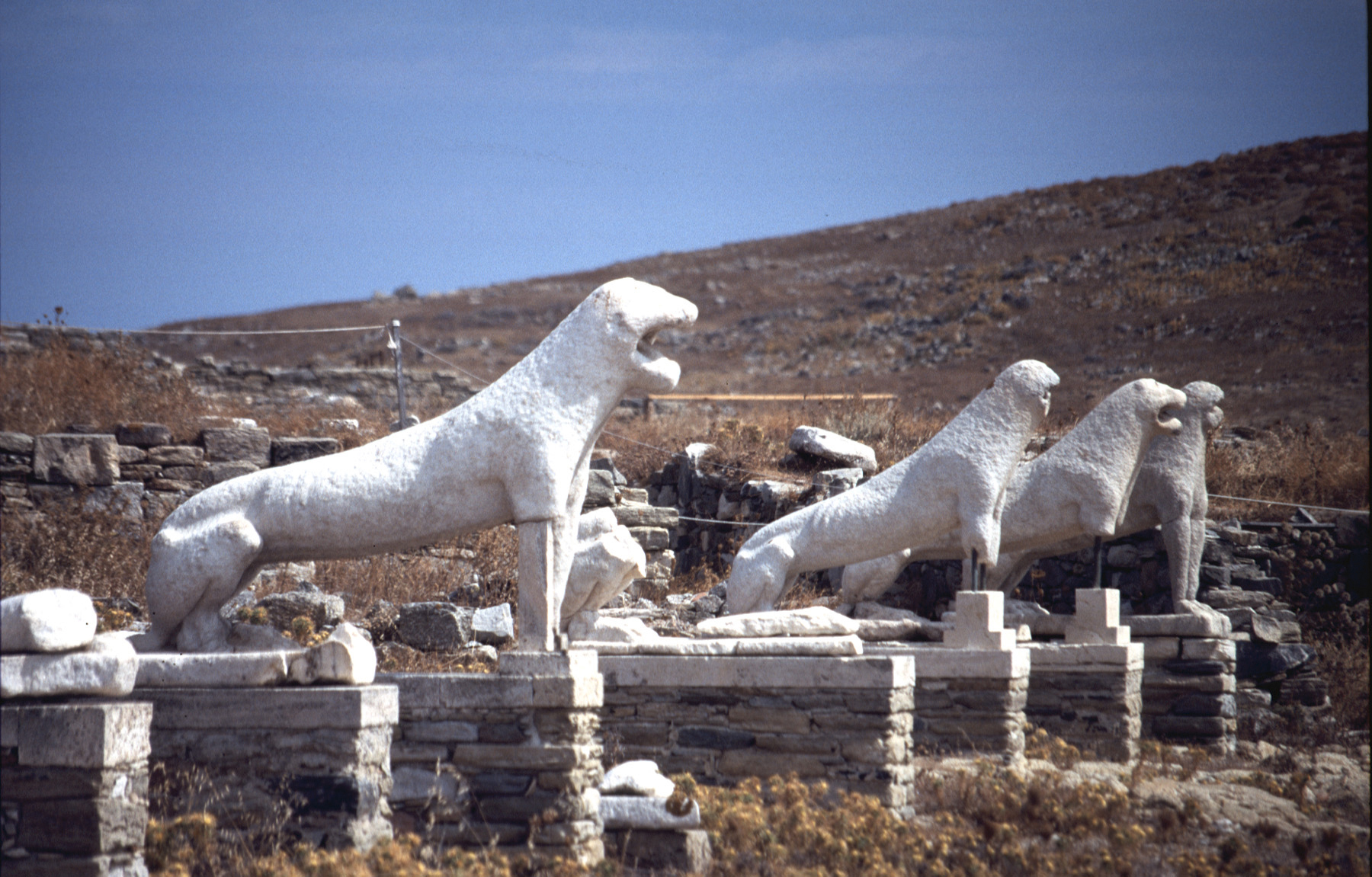
Тераса левів на Делосі

Згідно з міфом, колись Делос був плавучим островом, що блукав по морях, поки Зевс не повелів Посейдонові закріпити його на місці, з тим щоб на ньому могла сховатися і звільнитися від тягаря Лєто, яка і народила тут, поблизу Священного озера, близнят Аполлона і Артеміду.
Виявлені при розкопках предмети, що відносяться до ранньої бронзової доби, показують, що люди з'явилися на Делосі в III тисячолітті до н. е. Можливо, ще в 10 столітті до н. е. Делос був колонізований іонійцямі, що перетворили його на центр культу Аполлона, де щорічно проводилися прекрасні іонійські святкування.
Епоха найбільшої величі Делоса припадає на 8 і 7 століття до н. е., коли він був релігійним і політичним центром союзу іонійських держав (Делоської амфіктіонії). Як столиця Делосського союзу, заснованого в 478—477 роках до н. е. під егідою Афін, острів став об'єднуючою ланкою грецької демократії і сховищем скарбниці союзу. Навіть після того, як в 454 році до н. е. скарбниця була перенесена до Афін і Делоській союз почав перетворюватися на Афінську архе, Делос зберіг своє релігійне значення.
Тиран Пісістрат, що правив в Афінах в другій половині 6 століття до н. е. прибрав всі поховання з тієї частини острова, яка була видна з боку храму. Людські останки разом із заупокійними дарами з могил були перенесені на ближній, крупніший острів Ренію (сучасна Рінія, іноді його називають Великими Делос) і поховані в загальній могилі, де у 20 столітті їх виявили археологи. Повторне «очищення» острова було зроблене афінянами в 426 році до н. е., і тоді ж був виданий закон, по якому на Делосі заборонялося народжувати і вмирати.
Відтепер великі іонійські торжества справлялися кожні п'ять років, малі — щорічно. Щороку особливий корабель зі священним посольством, що називався «феорія», відпливав з Афін до берегів Делоса. До повернення корабля заборонялося виконувати смертні вироки, і саме тому в 399 році до н. е. була відстрочена страта Сократа. Влада Афін над Делосом тривала до епохи Олександра Македонського. З 322 по 166 рік до н. е. Делос користувався незалежністю.
У 166 році до н. е. римляни повернули острів під владу Афін, а після руйнування римлянами Коринфа в 146 році до н. е. Делос на якийсь час перетворився на торговий центр Егейського моря. У 88 і 69 роки до н. е., в період Мітрідатових воєн, острів піддався розграбуванню, населення було частиною знищено, а частиною продано в рабство. Римлянам вдалося частково відновити Делос, але зміна торгових маршрутів привела до того, що до 2 століття н. е. острів був практично покинутий.

## Стародавня забудова острова

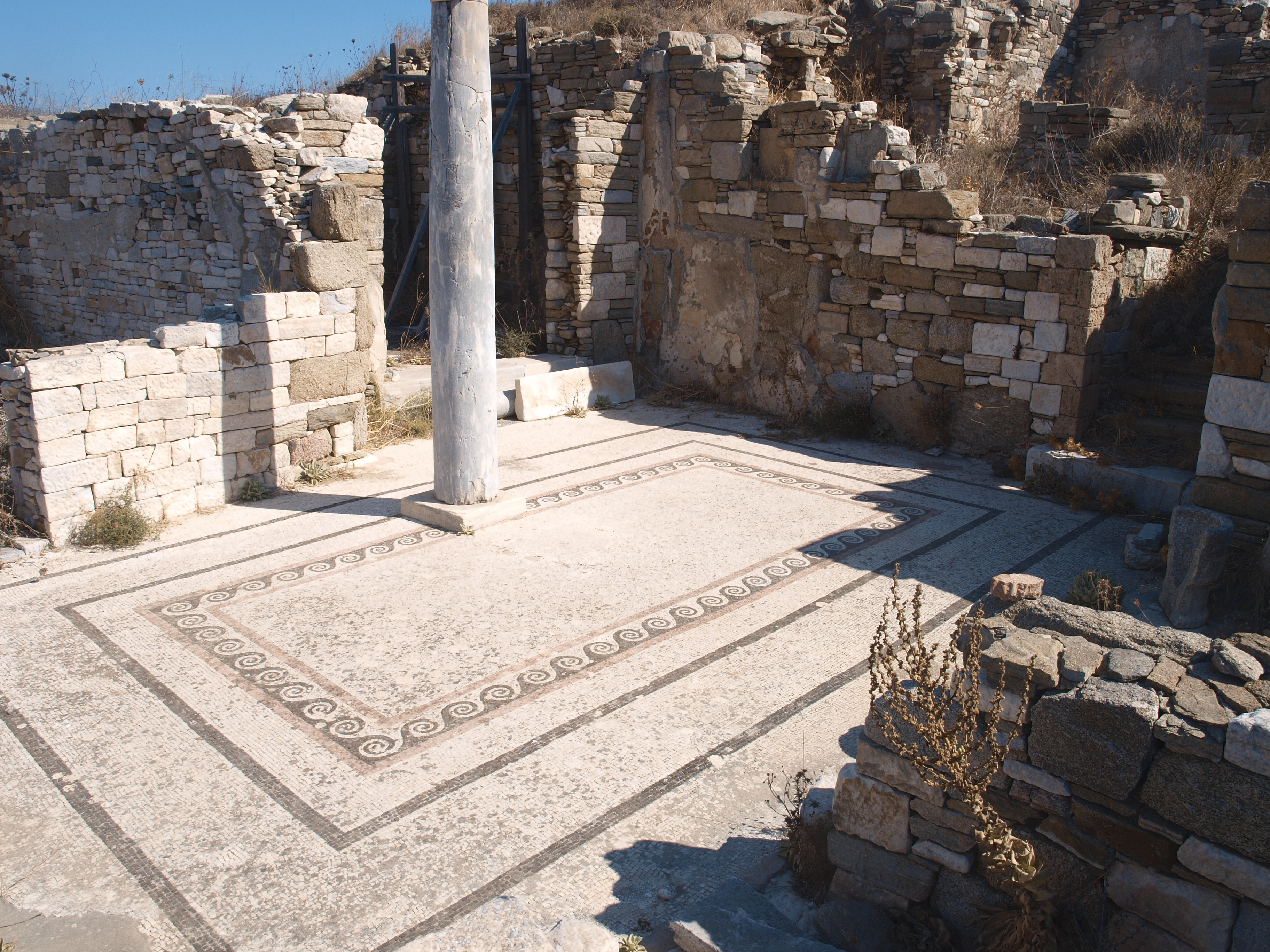
Будівлі на Делосі. Декоративна мозаїчна підлога, мармурова колона.

В ході проведених французькими археологами з 1873 році розкопок на Делосі була виявлена храмова ділянка в оточенні крупних торгових установ і житлового кварталу. До святилища Аполлона вела з гавані широка дорога з колонадами. Ще величніша колонада, повернена фасадом до моря, була побудована македонським царем Филипом V близько 200 року до н. е.
Головною будівлею на священній ділянці був храм Аполлона, будівля дорійського ордера, що зводилася з кінця 5 по початок 3 століття до н. е. Північніше стояли два дещо менших храми більшого віку, які фігурують в написах як Храм афінян і Вапняковий храм. На північний схід від храму Аполлона розташовувалася особлива священна ділянка Артеміди, храм якої побудований в 2 столітті до н. е. поверх основ стародавніших святилищ. Восени 1946 року тут був знайдений скарб, що містив ранні вироби із золота, слонової кістки і бронзи. Деякі предмети, прикрашені рельєфними зображеннями людей і тварин, відносяться до мікенської епохи (1400 — 1200 роки до н. е.). Це найстародавніші зроблені на Делосі знахідки, пов'язані з святилищем. З північного сходу храм Аполлона оточували збудовані по дузі п'ять невеликих будівель у вигляді храмів (ймовірно, скарбниці, де зберігалися приношення). Довга будівля незвичайної архітектури, що іменується в літературі «портиком Биків», розташована на схід від храму Аполлона, а уздовж північної сторони священної ділянки височіє довга колонада з двома крилами, побудована одним з македонських царів, швидше за все Антигоном Гонатом, біля середини 3 століття до н. е. Було також безліч менших будівель, а також монументів і статуй, найчудовішою з яких була колосальна мармурова статуя Аполлона 6 століття до н. е., дар жителів острова Наксос. Збереглися величезний постамент цього пам'ятника з присвятним написом і два великі уламки самої статуї.
На північ від святилища на західному березі Священного озера (нині осушеного) знаходилася тераса Левів, на якій підносилися дев'ять архаїчних статуй левів з наксоського мармуру, ймовірно, також дар жителів Наксоса. П'ять статуй, які були знайдені при розкопках, повернено на постаменти, шосту відвезли до Венеції ще в 17 столітті. Дві великі будівлі на південь і північний захід від озера відносяться до епохи розквіту торгівлі на Делосі, тобто до кінця 2 століття до н. е. Між озером і гаванню близько 210 року до н. е. була зведена унікальна за проектом багатоколонна базиліка, що використовувалася торговцями. Ще далі від озера на північ — руїни стадіону і гімнасія.
На південь від священної ділянки розташовуються житлові квартали, по руїнах можлива реконструкція багатьох будинків з розташованими навколо внутрішнього дворика приміщеннями. Будинки були прикрашені мозаїками і розписами, що збереглись у великих кількостях. На південній околиці району на початку 3 століття до н. е. був збудований театр просто неба. Амфітеатр перетворився на руїни, але добре збереглася мармурова стіна, що оточувала його.
На вершині гори Кінф було святилище Зевса і Афіни. Нижче — священний грот із склепінням з крупних гранітних блоків. Ймовірно, тут було стародавнє святилище Аполлона, відновлене в 3 столітті до н. е. На західному схилі гори — святилища іноземних богів, засновані торговцями з різних країн Середземномор'я. Зокрема, тут були три культові ділянки Серапіса і один — Ісіди, а також декілька будівель, відведених для поклоніння єгипетським богам. Було і святилище сирійських богів з невеликим театром, і Кабіріон, присвячений містеріальному культу самофракійських богів, а також багато інших вівтарів і храми менш відомих божеств.